# 完美天空JSAT控股
35°40′11″N 139°44′33″E / 35.669639°N 139.742444°E
完美天空JSAT控股株式会社（日语：株式会社スカパーJSATホールディングス），也译作“完美天空日星控股株式会社”，是日本广播与通信企业集合体“完美天空JSAT集团（スカパーJSATグループ）”的总管控股公司。它是伊藤忠商事与富士媒体控股共同出资建立的伊藤忠富士合伙公司的权益法适用关联公司。

## 公司沿革
- 2006年
  - 10月26日——完美天空传播株式会社与日星株式会社（日语：株式会社スカイパーフェクト・コミュニケーションズ）宣布彼此就联合成立一家控股公司以实现经营整合已达成基本协议。

- 2007年
  - 2月9日——完美天空传播与日星分别召开特别股东大会，以解决双方公司的管理整合问题。
  - 3月27日——完美天空传播与日星分别从东京证券交易所1部宣布退市。
  - 4月2日——完美天空传播与日星经过股份转移而成立完美天空日星株式会社（初代），完美天空传播与日星均成为该公司的全资子公司。完美天空日星株式会社在东京证券交易所1部上市。
  - 9月18日——公司总部从东京都千代田区丸之内迁至赤坂一丁目第35兴和大厦。
  - 9月25日——成立诸多旗下公司。

- 2008年

## 公司结构
以完美天空JSAT控股株式会社为代表的完美天空JSAT集团在全球拥有12颗通信卫星，主要覆盖以日本为重点区域的亚太地区以及北美大陆和加勒比海周边地区。以年销售额为统计标准，完美天空JSAT集团是全球第五（亚洲第一）的卫星电信公司。而在日本广播业界，它除了是唯一的付费广播管理公司之外，还同时拥有卫星广播及有线广播服务的公司，并且旗下拥有内容管理与制作公司。

### 主要子公司
- 完美天空JSAT株式会社
  - 卫星网络株式会社（日语：衛星ネットワーク）
    - 在途株式会社（日语：エンルート）

  - JSAT国际公司（日语：JSATインターナショナル）
  - JSAT移动通讯株式会社（日语：JSAT MOBILE Communications）
  - 完美天空客户关系株式会社（日语：スカパー・カスタマーリレーションズ）
  - WakuWaku Japan株式会社

- 完美天空广播株式会社（日语：スカパー・ブロードキャスティング）

- 完美天空娱乐株式会社（日语：スカパー・エンターテイメント）

### 主要业务
- 卫星广播平台：完美天空电视！（日语：スカパー! (東経110度BS・CSデジタル放送)）－完美天空电视！优质服务（日语：スカパー!プレミアムサービス）

- 有线广播：完美天空电视！优质服务光（日语：スカパー!プレミアムサービス光）－光完美电视（日语：光パーフェクTV!）

- 付费电视：SCAB频道（日语：スカチャン）－Fighting TV 武士（日语：FIGHTING TV サムライ）－体育直播＋（日语：スポーツライブ+）－SORA－天气频道－（日语：SORA-お天気チャンネル-）

- 通信卫星：JCSAT（日语：JCSAT）－SUPERBIRD（日语：SUPERBIRD）－N-SAT-110（日语：N-SAT-110）－－Wide Star（日语：ワイドスター）

## 主要股东
| 股东名                                                                             | 持股数     | 持股比例 |
| ---------------------------------------------------------------------------------- | ---------- | -------- |
| 伊藤忠富士合伙株式会社                                                             | 76,568,800 | 25.78%   |
| NTT通讯株式会社                                                                    | 26,057,000 | 8.77%    |
| 日本电视广播网株式会社                                                             | 20,891,400 | 7.03%    |
| 东京广播控股株式会社                                                               | 18,434,000 | 6.21%    |
| 日本受托人管理服务信托银行 （三井住友信托银行再信托部分 / 三井物产退职给付信托口） | 13,405,200 | 4.51%    |
| 日本Master Trust信託銀行（信托口）                                                 | 13,387,900 | 4.51%    |
| 住友商事株式会社                                                                   | 11,129,200 | 3.75%    |
| 日本受托人管理服务信托银行（信托口）                                               | 9,693,200  | 3.26%    |
| SSBTC CLIENT OMNIBUS ACCOUNT                                                       | 4,848,871  | 1.63%    |
| 日本受托人管理服务信托银行（信托口9）                                              | 4,522,500  | 1.52%    |

### 脚注
1. ↑  中文译名参见官方于中国大陆注册商标所提交资料[1]及中华人民共和国工业和信息化部新闻报道[2]。

### 出典
1. ↑  . 标库网.   [2020-07-13]. （原始内容存档于2020-07-14）.
2. ↑  无线电管理局. . 中华人民共和国工业和信息化部.   [2020-07-13].[]
3. 1 2 3 4  . 株式会社スカパーJSATホールディングス.   [2020-07-13]. （原始内容存档于2019-09-20）.
4. 1 2 3 4 5   (PDF). 株式会社スカパーJSATホールディングス.   [2020-07-13]. （原始内容存档 (PDF)于2020-07-13）.
5. ↑  中国国防科技信息中心. . 搜狐.   [2020-07-13]. （原始内容存档于2020-07-15）.
6. ↑  baoqian. . 36氪.   [2020-07-13]. （原始内容存档于2020-07-13）.
7. ↑  . 株式会社スカパーJSATホールディングス.   [2020-07-13]. （原始内容存档于2020-07-13）.